# Liste des canonisations prononcées par Jean-Paul II
Cette page dresse la liste des personnes canonisées par le pape Jean-Paul II.
Lorsqu'une rigoureuse enquête canonique aboutit à la reconnaissance d'un miracle attribué à l'intercession d'un bienheureux, le pape signe le décret de canonisation. Seul le Souverain Pontife a la capacité de canoniser, puisqu'il déclare de manière infaillible et définitive, que le nouveau saint est au Ciel et qu'il intercède pour les hommes. La canonisation conduit le culte du saint à l'échelle universelle.
Au cours de son pontificat (1978-2005), le pape Jean-Paul II a présidé 52 cérémonies de canonisation, parmi lesquelles 38 se sont déroulées au Vatican et 14 au cours des visites pastorales qu'il a effectuées hors d'Italie, une première dans l'histoire de l'Église. En presque 27 ans de pontificat, Jean-Paul II a quasiment canonisé autant de personnes que durant les cinq derniers siècles.
Au total, le pape Jean-Paul II a proclamé 482 saints, les donnant comme modèles et intercesseurs aux croyants.

## 1982

### 20 juin1982

#### Place Saint-Pierre,Vatican

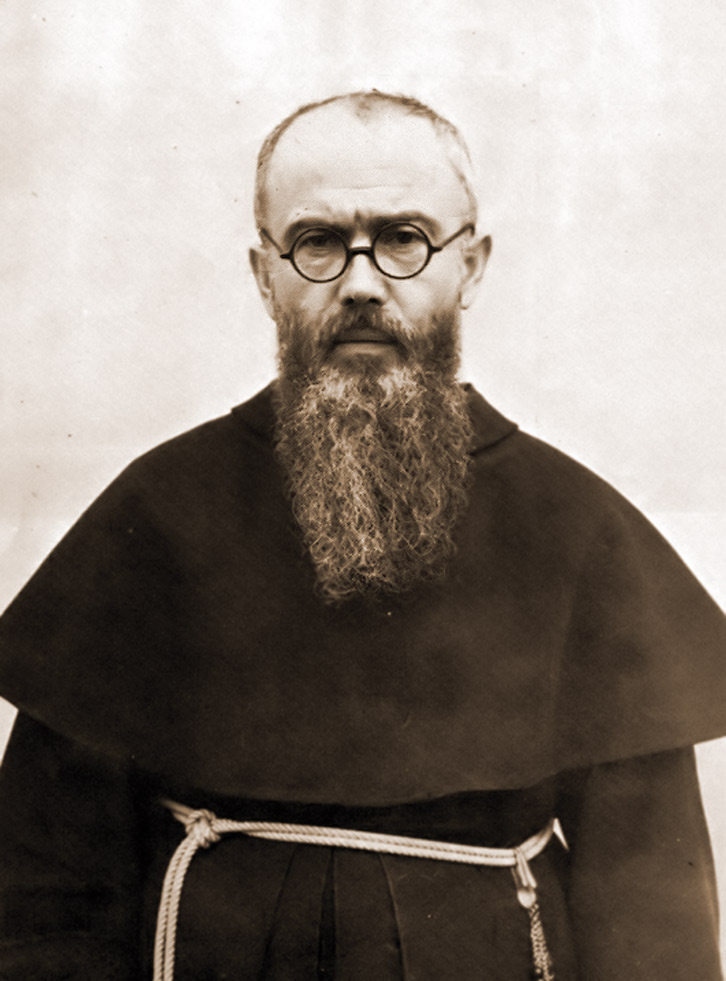
Saint Maximilien Marie Kolbe (1894–1941), prêtre franciscain conventuel polonais. Il donna naissance à la Milice de l'Immaculée, fonda des revues et d'imposants couvents, appelés "cités de l'Immaculée". Il fut temporairement missionnaire au Japon et en Inde. Sous l'occupation nazie, une partie de son œuvre fut détruite,. Il fut emprisonné, soumis à de mauvais traitements, avant d'être déporté au camp d'Auschwitz, où il mourut après avoir offert sa vie à la place d'un autre prisonnier, père de famille.

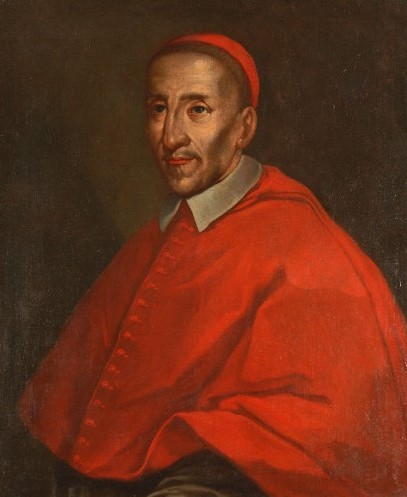
Saint Giuseppe Maria Tomasi (1649–1713), prêtre théatin italien et cardinal. Il fut un théologien éminent, laissant derrière lui des textes d'une grande richesse, notamment sur la liturgie.

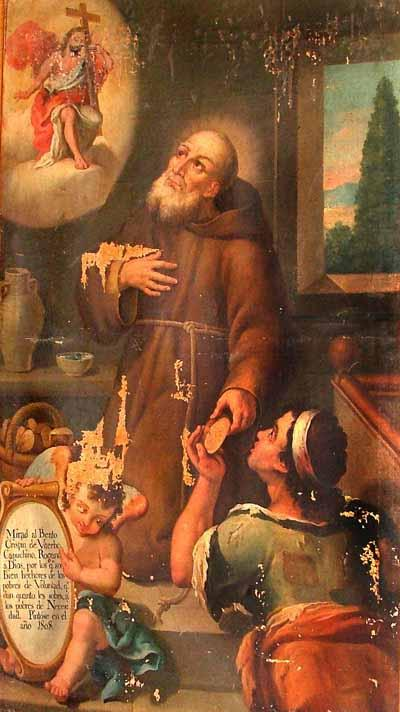
Saint Crispin de Viterbe (1668-1750), religieux capucin italien. Pendant quarante ans, il accomplit les tâches les plus ingrates, comme celle de mendier pour la communauté, chose qu'il fit toujours avec joie, profitant de cette occasion pour prêcher à la population et susciter leur ferveur.

### 10 octobre1982

#### Place Saint-Pierre,Vatican
- Saint Maximilien Marie Kolbe (1894–1941), prêtre franciscain conventuel polonais. Il donna naissance à la Milice de l'Immaculée, fonda des revues et d'imposants couvents, appelés "cités de l'Immaculée". Il fut temporairement missionnaire au Japon et en Inde. Sous l'occupation nazie, une partie de son œuvre fut détruite, . Il fut emprisonné, soumis à de mauvais traitements, avant d'être déporté au camp d'Auschwitz, où il mourut après avoir offert sa vie à la place d'un autre prisonnier, père de famille.

### 31 octobre1982

#### Place Saint-Pierre,Vatican

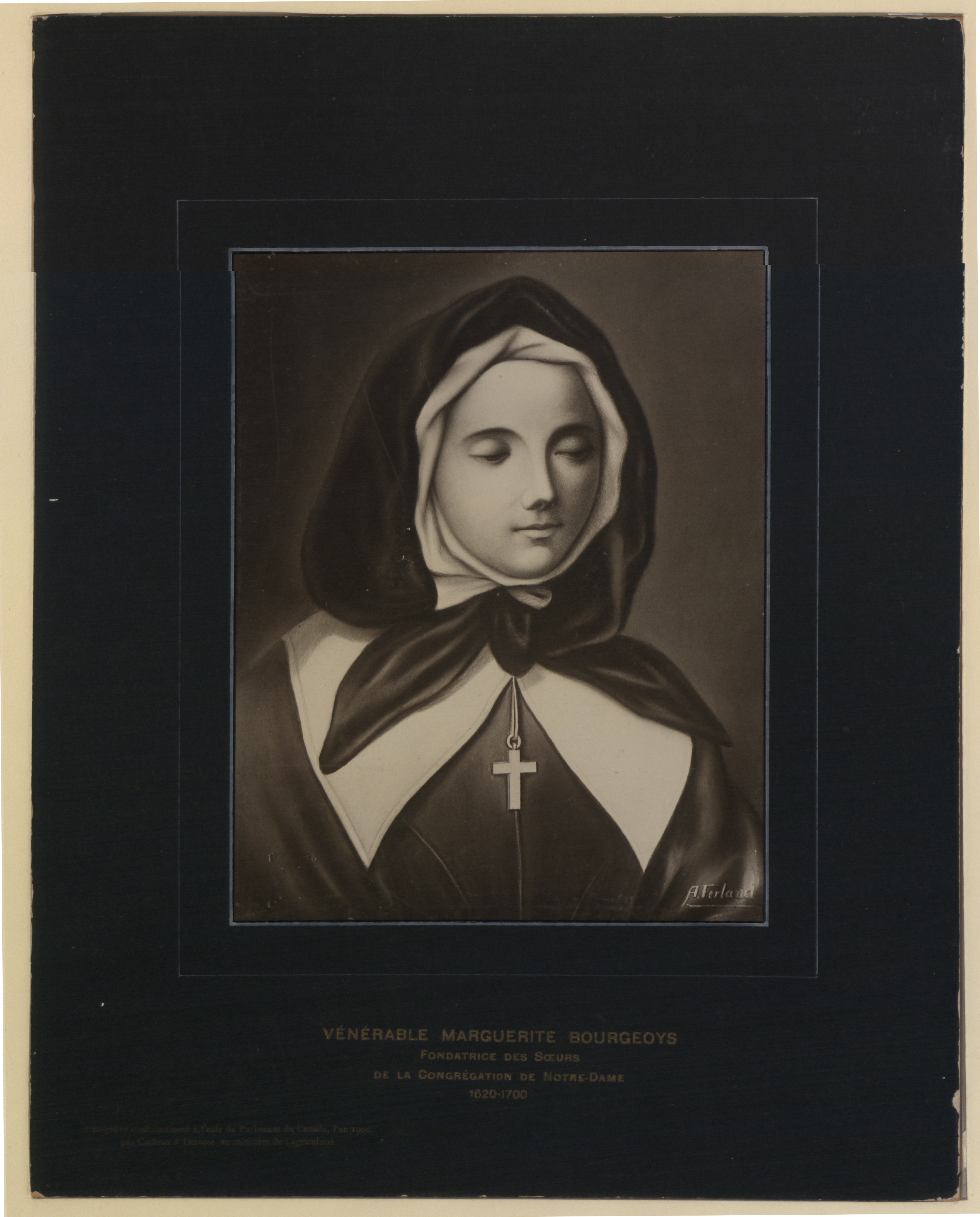
Sainte Marguerite Bourgeoys (1620–1700), fondatrice de la congrégation de Notre-Dame de Montréal.
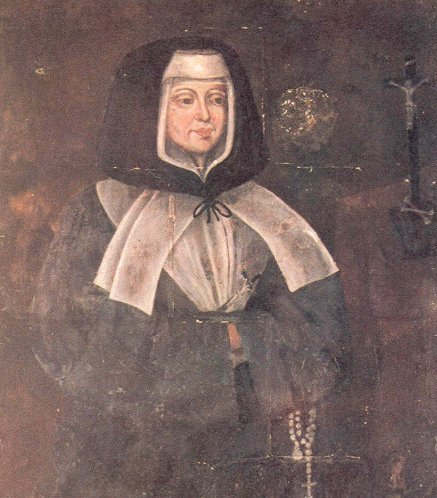
Sainte Jeanne Delanoue (1666–1736), religieuse française. À la suite de visions de la Vierge Marie, elle accueillit chez elle des indigents, des filles mères et bien d'autres nécessiteux. Rejointe par d'autres jeunes femmes partageant ce même élan charitable, elle donna naissance à la Congrégation des Servantes des pauvres, qui s'étendit bientôt à travers tout la France.

## 1983

### 16 octobre1983

#### Place Saint-Pierre,Vatican

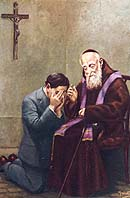
Saint Léopold Mandic (1866–1942), prêtre capucin italo-croate. Petit, humble et timide, il s'adonna pendant près de trente ans au ministère de la confession, plus de quinze heures par jour. Attiré par sa renommée de guide spirituel hors pair, les foules se pressaient vers lui.

## 1984

### 11 mars1984

#### Basilique Saint-Pierre,Vatican

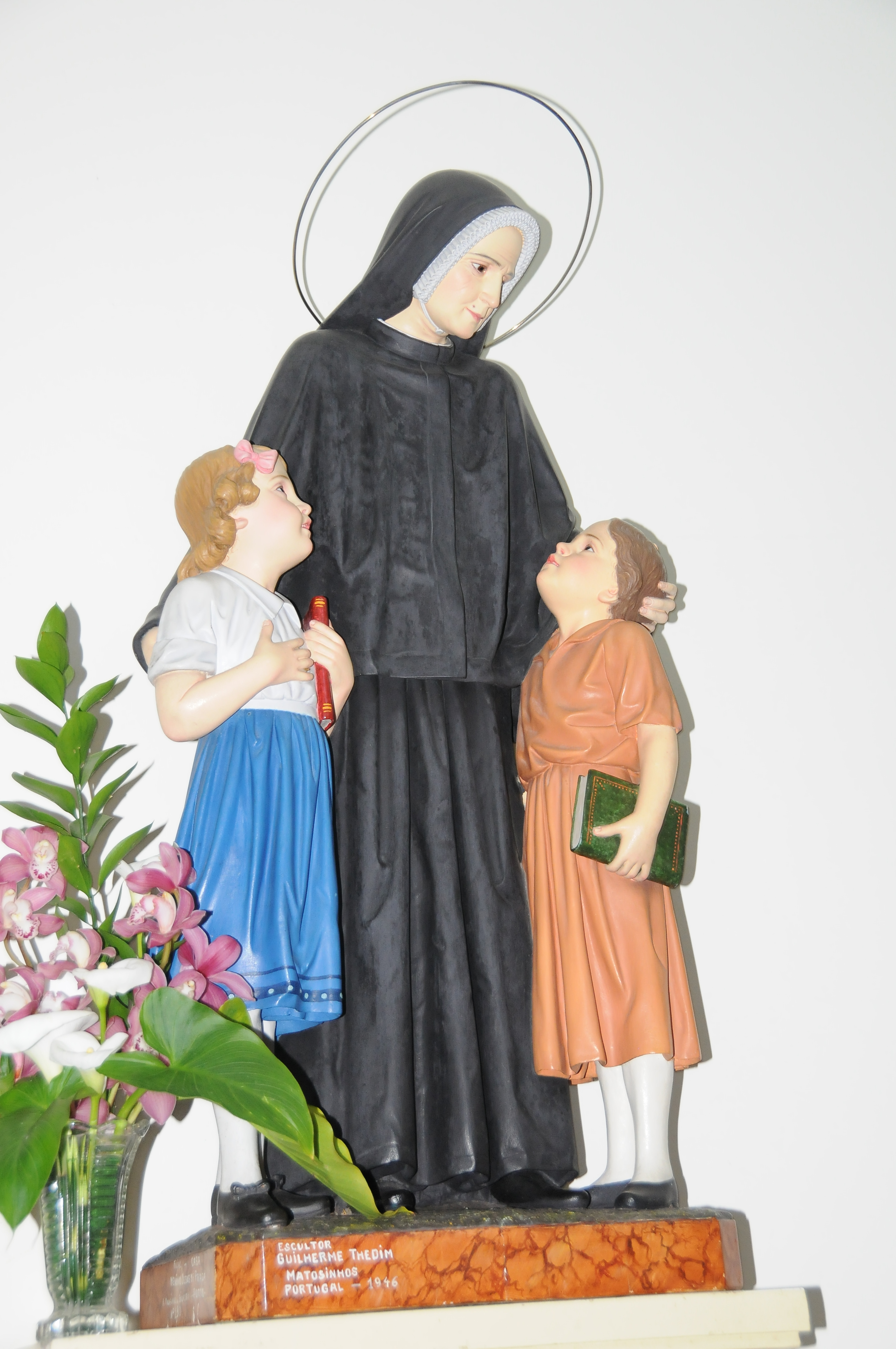
Sainte Paule Frassinetti (1809–1882), religieuse italienne, qui fonda la Congrégation des Sœurs de sainte Dorothée pour l'éducation et la formation chrétienne des enfants pauvres et abandonnés. Pédagogue hors pair avec les plus jeunes et supérieure appréciée de ses sœurs, elle développa son institut dans plusieurs pays.

### 6 mai1984

#### Séoul,Corée du Sud

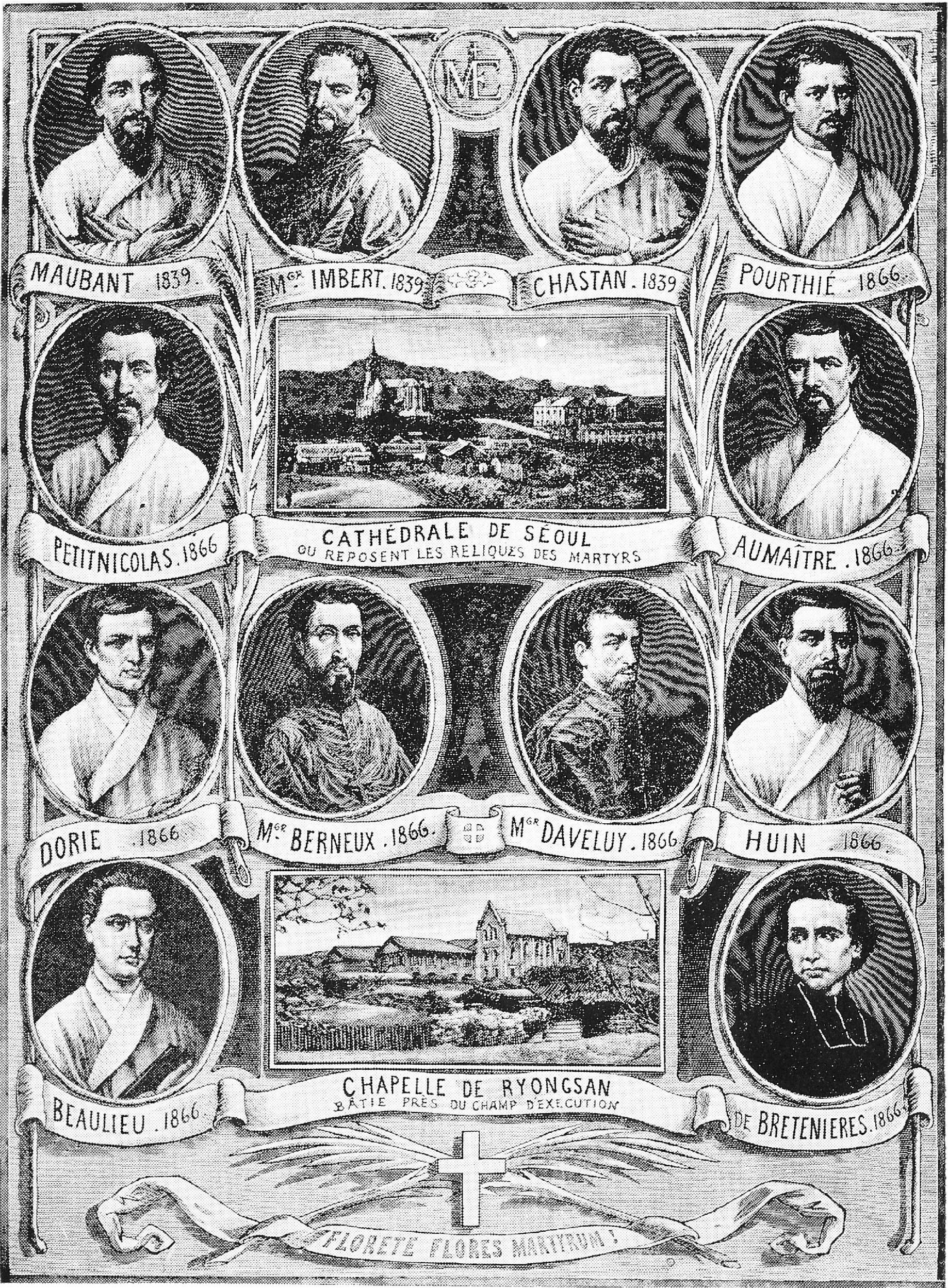
Saints Martyrs de Corée (+ 1839 - 1867), groupe de 103 martyrs  des persécutions menées contre les fidèles catholiques sous la dynastie Joseon, entre 1839 et 1867. Saint André Kim Taegon est le premier prêtre et martyr coréen, le groupe de ces martyrs est souvent appelé « saint André Kim et ses compagnons ».

### 21 octobre1984

#### Place Saint-Pierre,Vatican

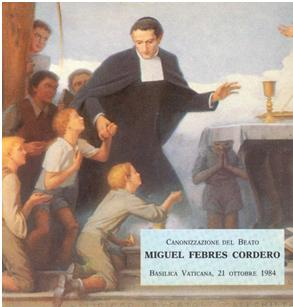
Saint Miguel Febres Cordero (1854–1910), religieux équatorien, de l'Institut des frères des écoles chrétiennes.

## 1986

### 13 avril1986

#### Place Saint-Pierre,Vatican

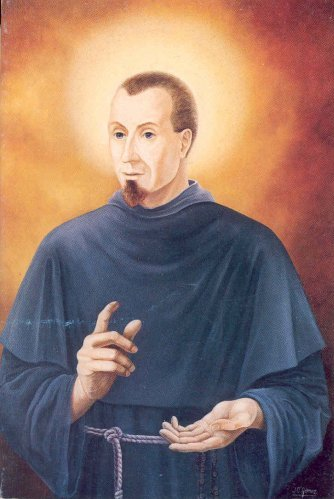
Saint François Antoine Fasani (1681–1742), prêtre franciscain italien. Prédicateur de renom, suscitant la ferveur des foules et de nombreuses conversions, il fut aussi un propagateur de la dévotion mariale et le protecteur des pauvres, mendiant de l'argent pour leur venir en aide.

### 12 octobre1986

#### Place Saint-Pierre,Vatican
- Saint Giuseppe Maria Tomasi (1649–1713), prêtre théatin italien et cardinal.
Il fut un théologien éminent, laissant derrière lui des textes d'une grande richesse, notamment sur la liturgie.

## 1987
|   | Image | Saints                           | Date            | Lieu                                | Détails |
| - | ----- | -------------------------------- | --------------- | ----------------------------------- | --- |
| 1 |       | Lorenzo Ruiz et seize compagnons | 18 octobre 1987 | Place Saint-Pierre, Cité du Vatican | Groupe de martyrs philippins, exécutés sous la dynastie Tokugawa au début du XVIIe siècle, essentiellement des religieux dominicains ou des laïcs attachés à leur direction spirituelle. Parmi ces martyrs figuraient Madeleine de Nagasaki et Guillaume Courtet. |
| 2 |       | Giuseppe Moscati                 | 25 octobre 1987 | Place Saint-Pierre, Cité du Vatican | (1880–1927), médecin italien. Animé d'une grande piété, il fit preuve d'un dévouement infatigable aux malades, sans leur demander d'argent, et se souciait aussi de leur âme.                                                                                     |

## 1988
|   | Image | Saints                      | Date             | Lieu                                | Détails |
| - | ----- | --------------------------- | ---------------- | ----------------------------------- | --- |
| 1 |       | Martyrs du Paraguay         | 16 mai 1988      | Asuncion, Paraguay                  | En novembre 1628 furent martyrisés les saints Roque González de Santa Cruz, prêtre jésuite paraguayen, Alphonse Rodríguez-Olmedo et Juan del Castillo, deux autres prêtres jésuites espagnols. Ils parcouraient le pays, lançant des missions partout pour y implanter la foi chrétienne. Leur travail missionnaire fut tel que les sorciers indigènes montèrent un complot contre eux et les firent assassiner. |
| 2 |       | Eustochia Smeraldo Calafato | 11 juin 1988     | Messine, Italie                     | (1434–1485), religieuse clarisse sicilienne. Elle fonda un couvent à Messine où elle instaura une observance plus stricte de la règle, s'adonna à de dures pénitences et à une vie contemplative. De nombreux faits surnaturels se produisirent autour de sa personne. |
| 3 |       | Martyrs du Viêt-Nam         | 19 juin 1988     | Place Saint-Pierre, Cité du Vatican | Ensemble de 117 martyrs, regroupant des missionnaires européens et des prêtres et laïcs vietnamiens. Se trouvaient parmi eux : Théophane Vénard, Jean-Charles Cornay, Jean-Louis Bonnard, Michel Ho Dinh Hy, Jérôme Hermosilla, Étienne-Théodore Cuenot, Paul Duong ou encore Pierre Dumoulin-Borie. Ils furent massacrés entre 1625 et 1886 sous diverses ères de persécutions, parce que chrétiens.            |
| 4 |       | Simon de Rojas              | 3 juillet 1988   | Place Saint-Pierre, Cité du Vatican | (1552–1624), prêtre espagnol de l'Ordre des Trinitaires. |
| 5 |       | Rose Philippine Duchesne    | 3 juillet 1988   | Place Saint-Pierre, Cité du Vatican | (1769–1852), religieuse française de la société du Sacré-Cœur de Jésus. Missionnaire aux États-Unis, elle y développa sa congrégation religieuse et travailla inlassablement à l'évangélisation et à l'éducation des indiens Potawatomi. |
| 6 |       | Madeleine de Canossa        | 2 octobre 1988   | Place Saint-Pierre, Cité du Vatican | (1774–1835), religieuse italienne, fondatrice des Filles de la Charité Canossiennes. |
| 7 |       | Marie Rose Molas y Vallvé   | 11 décembre 1988 | Place Saint-Pierre, Cité du Vatican | (1815–1876), religieuse espagnole, fondatrice des sœurs de Notre Dame de la Consolation. |

## 1989
|   | Image | Saints             | Date              | Lieu                                | Détails |
| - | ----- | ------------------ | ----------------- | ----------------------------------- | --- |
| 1 |       | Clélie Barbieri    | 9 avril 1989      | Place Saint-Pierre, Cité du Vatican | (1847–1870), religieuse italienne, fondatrice des Sœurs Minimes de Notre-Dame des Douleurs. |
| 2 |       | Gaspard Bertoni    | 1er novembre 1989 | Place Saint-Pierre, Cité du Vatican | (1777–1853), prêtre italien, fondateur de la Congrégation des saints stigmates de Notre Seigneur Jésus-Christ |
| 3 |       | Richard Pampuri    | 1er novembre 1989 | Place Saint-Pierre, Cité du Vatican | (1897–1930), médecin italien et religieux de l'Ordre des hospitaliers de Saint-Jean-de-Dieu. |
| 4 |       | Agnès de Bohême    | 12 novembre 1989  | Place Saint-Pierre, Cité du Vatican | (1211–1282), princesse de Bohême, abandonna tous les honneurs pour se faire clarisse. Elle mena une vie austère et pieuse au service des indigents. |
| 5 |       | Albert Chmielowski | 12 novembre 1989  | Place Saint-Pierre, Cité du Vatican | (1845–1916), prêtre polonais. Blessé après un bref passage par l'armée, il s'adonna à la peinture, avant de se consacrer aux œuvres de charité, abandonnant tout pour se mettre au service des plus pauvres. Il fonda dans ce but la Congrégation des Frères du Tiers-Ordre de Saint François, serviteurs des pauvres. Lui-même vécut dans une misère volontaire et dans une grande piété. |
| 6 |       | Mutien Marie Wiaux | 10 décembre 1989  | Place Saint-Pierre, Cité du Vatican | (1841–1917), religieux belge, de l'Institut des Frères des écoles chrétiennes. Pendant 50 ans il effectua les tâches les plus humbles toujours avec joie et humilité. Pédagogue et catéchiste hors pair, il était très apprécié des enfants. On le surnommait « le frère qui prie toujours ».                                                                                              |

## 1990
|   | Image | Saints                | Date            | Lieu                                | Détails |
| - | ----- | --------------------- | --------------- | ----------------------------------- | --- |
| 1 |       | Marguerite d'Youville | 9 décembre 1990 | Place Saint-Pierre, Cité du Vatican | (1701–1771), religieuse canadienne. Veuve à 29 ans, elle dut élever seule ses six enfants, et s'adonna aux œuvres de charité. Elle géra ensuite un hôpital où elle fit preuve d'un grand dévouement pour les malades et les indigents, tentant de soulager leurs misères physiques et spirituelles. Elle fonda les Sœurs de la Charité de Montréal et créa plusieurs hôpitaux. |

## 1991
|   | Image | Saints             | Date             | Lieu                                | Détails |
| - | ----- | ------------------ | ---------------- | ----------------------------------- | --- |
| 1 |       | Raphaël Kalinowski | 17 novembre 1991 | Place Saint-Pierre, Cité du Vatican | (1835–1907), prêtre carme déchaux polonais. Ingénieur militaire, il fut déporté dix ans en Sibérie par les Russes pour avoir pris part à l'insurrection polonaise. Il y fut un soutien de ses codétenus. À sa libération, il entra en religion, et restaura l'Ordre du Carmel en Pologne. Il fut un guide spirituel recherché et un exemple d'ascétisme et de vie de prière. |

## 1992
|   | Image | Saints                 | Date            | Lieu                                   | Détails |
| - | ----- | ---------------------- | --------------- | -------------------------------------- | --- |
| 1 |       | Claude La Colombière   | 31 mai 1992     | Place Saint-Pierre, Cité du Vatican    | (1641–1682), prêtre jésuite français. Confesseur de sainte Marguerite-Marie Alacoque, il s'appliqua à réaliser les demandes que le Christ lui aurait confié et diffusa la dévotion au Sacré-Cœur. Il partit aussi un temps en Angleterre où il fut soumis à la prison et aux mauvais traitements lors des persécutions anticatholiques. |
| 2 |       | Ézéchiel Moreno y Diaz | 11 octobre 1992 | Saint-Domingue, République dominicaine | (1848–1906), augustin récollet. Il fut missionnaire aux Philippines puis évêque de San Juan de Pasto en Colombie. |

## 1993
|   | Image | Saints                   | Date             | Lieu                                | Détails |
| - | ----- | ------------------------ | ---------------- | ----------------------------------- | --- |
| 1 |       | Claudine Thévenet        | 21 mars 1993     | Place Saint-Pierre, Cité du Vatican | (1774–1837), religieuse française, qui fonda la Congrégation des religieuses de Jésus-Marie pour s'occuper de la jeunesse abandonnée. L'institut se répandit dans de nombreux pays. |
| 2 |       | Thérèse des Andes        | 21 mars 1993     | Place Saint-Pierre, Cité du Vatican | (1900-1920), religieuse carmélite chilienne. Animée d'une grande pitié et du désir de se cloîtrer, elle entra à 19 ans au carmel, où sa vie mystique s'approfondit. S'étant offerte comme victime pour le salut des pécheurs, elle mourut du typhus un an après son entrée au couvent. Ses écrits spirituels d'une grande richesse témoignent de l'évolution de sa perfection évangélique. |
| 3 |       | Henri de Osso y Cervello | 16 juin 1993     | Madrid, Espagne                     | (1840–1896), prêtre espagnol. Pendant trente ans, il se donna sans compter pour raviver la foi de la population en organisant des missions qui connurent beaucoup de succès, diffusa la presse catholique et fonda la Compagnie de Sainte Thérèse pour propager l'amour du Christ dans le monde par l'oraison, la formation chrétienne et l'esprit de sacrifice.                           |
| 4 |       | Meinhard de Holstein     | 8 septembre 1993 | Riga, Lettonie                      | (1130–1196), prêtre germanique de l'Ordre des Augustins, premier évêque de Livonie, aujourd'hui en Lettonie. |

## 1995
|   | Image | Saints              | Date            | Lieu                                | Détails |
| - | ----- | ------------------- | --------------- | ----------------------------------- | --- |
| 1 |       | Jean Sarkander      | 21 mai 1995     | Olomouc, République tchèque         | (1576–1620), prêtre et martyr. Curé en Moldavie, il tenta de raviver la foi chrétienne de la population et de ramener à l'Église ceux qui s'en étaient éloignés. Injustement accusé de trahison pour avoir refusé de trahir le secret de la confession, il fut torturé et exécuté.                                 |
| 2 |       | Zdislava de Lemberk | 21 mai 1995     | Olomouc, République tchèque         | (1220–1252), épouse et mère de famille, elle s'adonna aux œuvres de charité, et pour combler son désir de vie religieuse, elle fut tertiaire dominicaine. Elle s'adonna à de rudes pénitences et à une vie quasi monastique, sans négliger l'éducation de ses enfants et la tenue de sa maison.                    |
| 3 |       | Martyrs de Košice   | 2 juillet 1995  | Košice, Slovaquie                   | Le 7 septembre 1619, Marko Krizin, chanoine, et Étienne Pongrácz et Melchior Grodziecki, deux prêtres jésuites, furent capturés par des milices protestantes et soumis à la torture pour leur faire abjurer leur foi catholique. Ne cédant pas, ils succombèrent à leurs blessures.                                |
| 4 |       | Eugène de Mazenod   | 3 décembre 1995 | Place Saint-Pierre, Cité du Vatican | (1782–1861), évêque de Marseille, il fit bâtir d'imposantes églises et lança de nombreuses initiatives pour raviver la foi chrétienne de la population. Auparavant il avait fondé la Congrégation des Oblats de Marie-Immaculée, missionnaires destinés à rechristianiser les campagnes et les zones défavorisées. |

## 1996
|   | Image | Saints                      | Date        | Lieu                                | Détails |
| - | ----- | --------------------------- | ----------- | ----------------------------------- | --- |
| 1 |       | Jean-Gabriel Perboyre       | 2 juin 1996 | Place Saint-Pierre, Cité du Vatican | (1802–1840), prêtre lazariste français et martyr. Missionnaire en Chine, il y effectua un important travail d'évangélisation, tentant d'acculturer la religion chrétienne à la Chine. Capturé, il fut soumis à diverses tortures avant d'être mis en croix et étranglé pour avoir refusé de renier le Christ. |
| 2 |       | Égide Marie de Saint Joseph | 2 juin 1996 | Place Saint-Pierre, Cité du Vatican | (1729-1812) religieux franciscain italien. Guide spirituel recherché par les puissants comme par les pauvres, il vécut dans un grand dénuement et effectuait les tâches les plus ingrates du couvent avec grande joie et humilité.                                                                            |
| 3 |       | Juan Grande Roman           | 2 juin 1996 | Place Saint-Pierre, Cité du Vatican | (1546–1600), religieux espagnol, membre de l'Ordre hospitalier de Saint-Jean-de-Dieu. Il fit preuve d'un grand dévouement pour les malades et les indigents, et fonda des d'hôpitaux pour les pauvres. Victime de sa charité, il mourut de la peste après avoir soigné un grand nombre de malades.            |

## 1997
|   | Image | Saints             | Date         | Lieu                       | Détails |
| - | ----- | ------------------ | ------------ | -------------------------- | --- |
| 1 |       | Hedwige de Pologne | 8 juin 1997  | Cracovie, Pologne          | (1374-1399), reine de Pologne. Elle travailla à l'instauration de la foi catholique en Lituanie, fonda des séminaires, églises et universités pour renforcer la pratique religieuse et la culture dans son royaume. Elle aurait également été un modèle de piété et de dénuement, malgré les honneurs dus à sa fonction. |
| 2 |       | Jean de Dukla      | 10 juin 1997 | Krosno Odrzańskie, Pologne | (1414–1484), prêtre franciscain polonais. Il s'adonna au ministère de la prédication et de la confession avec succès, suscitant la ferveur des foules et entraînant des conversions, notamment chez les hérétiques. |

## 1998
|   | Image | Saints                                      | Date            | Lieu                                | Détails |
| - | ----- | ------------------------------------------- | --------------- | ----------------------------------- | --- |
| 1 |       | Thérèse Bénédicte de la Croix (Edith Stein) | 11 octobre 1998 | Place Saint-Pierre, Cité du Vatican | (1891–1942), religieuse carmélite allemande et martyre. Née dans une famille juive, elle ne croyait pas en Dieu jusqu'à ce que son métier de philosophe l'amène à embrasser la foi catholique. Après s'être exercée comme théologienne et conférencière, elle entra au carmel, où elle s'adonna à une vie plus contemplative et ascétique, ayant rédigé d'importants écrits mystiques. Sous le régime nazi, arrêtée en tant que juive et déportée à Auschwitz, elle y mourut « pour son peuple ». |

## 1999
|   | Image | Saints                | Date             | Lieu                                | Détails |
| - | ----- | --------------------- | ---------------- | ----------------------------------- | --- |
| 1 |       | Marcellin Champagnat  | 18 avril 1999    | Place Saint-Pierre, Cité du Vatican | (1789–1840), prêtre français, connu pour avoir fondé les Frères maristes, destinés à l'éducation et à la formation religieuse de la jeunesse, notamment des campagnes et des lieux où la Révolution française avait éteint la foi chrétienne. Il fut remarqué pour sa piété et sa vie mortifiée.                                                                            |
| 2 |       | Jean Calabria         | 18 avril 1999    | Place Saint-Pierre, Cité du Vatican | (1873–1954), prêtre italien, fondateur des Pauvres serviteurs de la Divine Providence et des Pauvres servantes de la Divine Providence pour le service et l'aide aux personnes sans ressources. Il lança des missions pour raviver la foi chrétienne, subvenait aux besoins des enfants pauvres pour réaliser leur vocation religieuse et aidait les prêtres en difficulté. |
| 3 |       | Augustine Pietrantoni | 18 avril 1999    | Place Saint-Pierre, Cité du Vatican | (1864–1894), religieuse italienne des Sœurs de la charité de sainte Jeanne-Antide Thouret et martyre. Elle fit preuve d'un grand dévouement auprès des malades et des personnes âgées. Victime de sa charité, elle fut assassinée par l'un de ses malades, pris d'un coup de folie, à qui elle pardonna lors de son agonie.                                                 |
| 4 |       | Kinga de Pologne      | 16 juin 1999     | Nowy Sącz, Pologne                  | (1234–1292), reine de Pologne. Elle fit tout pour soulager son peuple, notamment lors des conflits et des épidémies, au point d'être surnommée « mère consolatrice » par le peuple. À la mort de son époux, elle se fit clarisse, finissant ses jours dans la pauvreté et la vie contemplative.                                                                             |
| 5 |       | Martyrs de Turón      | 21 novembre 1999 | Place Saint-Pierre, Cité du Vatican | Le 9 octobre 1934 furent massacrés à Turón huit frères des écoles chrétiennes et un prêtre passioniste (Innocent Canoura Arnau), lors des persécutions anticatholiques en Espagne, à cause de leur état de religieux. |
| 6 |       | Jaime Hilario         | 21 novembre 1999 | Place Saint-Pierre, Cité du Vatican | (1898-1937), religieux espagnol, de l'institut des Frères des écoles chrétiennes et martyr. Arrêté lors des persécutions anticatholiques, il assuma pleinement son état de religieux lors de son jugement, bien conscient que cela lui coûterait la vie. Avant d'être fusillé, il déclara à ses jeunes bourreaux : « Mourir pour le Christ, garçons, c'est vivre ! »        |
| 7 |       | Benoît Menni          | 21 novembre 1999 | Place Saint-Pierre, Cité du Vatican | (1841–1914), prêtre italien de l'Ordre hospitalier de Saint-Jean-de-Dieu. Il fit preuve toute sa vie d'un grand dévouement pour les enfants pauvres et les malades mentaux. Il restaura son ordre en Espagne, lança des fondations en Europe et au Mexique, et fonda la Congrégation des Sœurs hospitalières du Sacré-Cœur de Jésus.                                        |
| 8 |       | Thomas de Cori        | 21 novembre 1999 | Place Saint-Pierre, Cité du Vatican | (1655–1729), prêtre franciscain italien. Il fonda de nombreux ermitages où il instruisit ses disciples à une vie plus austère, faite de pauvreté, de mortifications et de prière. L'exemple de sa vie et ses miracles le fit jouir d'une réputation de saint dès son vivant.                                                                                                |

## 2000
|   | Image | Saints                                    | Date             | Lieu                                | Détails |
| - | ----- | ----------------------------------------- | ---------------- | ----------------------------------- | --- |
| 1 |       | Faustine Kowalska                         | 30 avril 2000    | Place Saint-Pierre, Cité du Vatican | (1905–1938), religieuse polonaise, de la congrégation des sœurs de Notre-Dame de la Miséricorde. Connaissant une grande vie mystique, le Christ lui aurait demandé de propager dans le monde la dévotion à sa Divine Miséricorde. Humble et discrète, elle n'en parla qu'à son confesseur. S'étant offerte comme victime pour le salut des pécheurs, elle connut de graves maladies ; souffrances qui étaient expiatrices selon elle. Son « Journal » est un chef-d'œuvre de spiritualité. |
| 2 |       | Cristóbal Magallanes et ses 24 compagnons | 21 mai 2000      | Place Saint-Pierre, Cité du Vatican | Groupe de martyrs, victimes de la persécution anticléricale menée par le gouvernement mexicain entre 1927 et 1928. On y retrouve des prêtres et des laïcs, particulièrement engagés dans leur pratique religieuse. Ils furent souvent emprisonnés et torturés avant d'être exécutés. |
| 3 |       | José Maria de Yermo y Parres              | 21 mai 2000      | Place Saint-Pierre, Cité du Vatican | (1851–1904), prêtre lazariste mexicain. Il vint en aide à la jeunesse pauvre, aux miséreux, aux personnes prostituées, aux vieillards, tentant de leur apporter soutien matériel et spirituel. Il fonda des centres d'accueil, des orphelinats, des dispensaires, et la Congrégation des Servantes du Sacré-Cœur de Jésus et des Pauvres. Il poursuivit son œuvre malgré les persécutions.                                                                                                 |
| 4 |       | Marie Venegas de la Torre                 | 21 mai 2000      | Place Saint-Pierre, Cité du Vatican | (1868–1959), religieuse et infirmière mexicaine. Cofondatrice et supérieure générale des Filles du Sacré Cœur de Jésus de Guadalajara, elle se dévoua tout sa vie aux malades et aux indigents, leur prodiguant des soins tant physiques que spirituels. Au temps de la persécution, elle cacha de nombreux prêtres au péril de sa vie. Elle finit ses jours dans la prière et la discrétion.                                                                                              |
| 5 |       | 120 Martyrs de Chine                      | 1er octobre 2000 | Place Saint-Pierre, Cité du Vatican | Groupe de martyrs, victimes des persécutions menées contre les chrétiens en Chine de 1630 à 1930. S'y trouvent des missionnaires européens, ainsi que 87 Chinois, religieux ou laïcs. Parmi les plus connus figurent : Gabriel-Taurin Dufresse, François-Régis Clet, Augustin Zhao Rong, sœur Amandine, Rémy Isoré, Louis Versiglia, Pierre Liu. |
| 6 |       | María Josefa Sancho de Guerra             | 1er octobre 2000 | Place Saint-Pierre, Cité du Vatican | (1842–1912), religieuse espagnole. Elle fonda la Congrégation des Servantes de Jésus de la Charité, pour le service des malades et des indigents. Elle fit tout au long de sa vie preuve d'un grand dévouement et d'une grande piété, devenant un exemple pour les religieuses. |
| 7 |       | Catherine Drexel                          | 1er octobre 2000 | Place Saint-Pierre, Cité du Vatican | (1858–1955), religieuse américaine. Elle fonda la Congrégation des Sœurs du Saint Sacrement pour les Indiens et les Noirs. Cette congrégation est destinée à l'éducation de ces minorités particulièrement discriminées à son époque. |
| 8 |       | Joséphine Bakhita                         | 1er octobre 2000 | Place Saint-Pierre, Cité du Vatican | (1869–1947), religieuse canossienne soudanaise. Enlevée à l'âge de cinq ans par des négriers, elle fut vendue comme esclave, subissant tortures et mauvais traitements. Achetée par un consul italien, elle découvrit la foi catholique et ne désira plus que la vie religieuse. Ayant pu réaliser sa vocation, elle fut pour toutes ses sœurs un exemple de piété et d'humilité, recherchée par la population pour ses prières et ses conseils.                                           |

## 2001
|   | Image | Saints                | Date             | Lieu                                | Détails |
| - | ----- | --------------------- | ---------------- | ----------------------------------- | --- |
| 1 |       | Rafqa Ar-Rayès        | 10 juin 2001     | Place Saint-Pierre, Cité du Vatican | (1832-1914), religieuse libanaise de l'Ordre maronite. Elle aurait été associée à la Passion du Christ par de terribles souffrances, qu'elle offrit pour le salut des pécheurs. Elle supporta d'atroces douleurs et opérations avec patience et en s'efforçant de continuer ses devoirs monastiques.                      |
| 2 |       | Louis Scrosoppi       | 10 juin 2001     | Place Saint-Pierre, Cité du Vatican | (1804-1884), prêtre oratorien italien. Il vécut dans un grand dénuement, était un guide spirituel recherché, et s'occupa particulièrement des jeunes filles abandonnées, fondant la Congrégation des Sœurs de la Providence de saint Gaétan de Thiene pour leur prise en charge et leur éducation.                        |
| 3 |       | Bernard de Corleone   | 10 juin 2001     | Place Saint-Pierre, Cité du Vatican | (1605-1667), religieux capucin italien. Après avoir tranché le bras d'un de ses adversaires dans sa jeunesse, il fit pénitence et se retira ensuite dans la vie religieuse. Dépouillé de tout, humble et discret, il s'adonnait à de dures mortifications, était d'une grande piété et avait une importante vie mystique. |
| 4 |       | Agostino Roscelli     | 10 juin 2001     | Place Saint-Pierre, Cité du Vatican | (1818-1902), prêtre italien. Il se dévoua beaucoup aux jeunes filles défavorisées et aux prisonniers, et fonda la Congrégation des Sœurs de l'Immaculée Conception de Gênes pour l'enseignement et le soin des malades.                                                                                                   |
| 5 |       | Thérèse Verzeri       | 10 juin 2001     | Place Saint-Pierre, Cité du Vatican | (1801-1852), religieuse italienne. Fondatrice de la Congrégation des Filles du Sacré Cœur de Jésus de Verzeri, consacré aux œuvres de charité et à l'éducation des jeunes filles pauvres. |
| 6 |       | Joseph Marello        | 25 novembre 2001 | Place Saint-Pierre, Cité du Vatican | (1844-1895), évêque italien, fondateur de la congrégation des Oblats de saint Joseph. |
| 7 |       | Paule Montal Fornés   | 25 novembre 2001 | Place Saint-Pierre, Cité du Vatican | (1799-1889), religieuse espagnole, fondatrice de la Congrégation des Filles de Marie des écoles pies. |
| 8 |       | Léonie Aviat          | 25 novembre 2001 | Place Saint-Pierre, Cité du Vatican | (1844-1914), religieuse française, fondatrice de la Congrégation des Oblates de Saint François de Sales. |
| 9 |       | Maria Crescentia Hoss | 25 novembre 2001 | Place Saint-Pierre, Cité du Vatican | (1682-1744), religieuse allemande du Tiers-Ordre Franciscain. |

## 2002

### 19 mai2002

#### Place Saint-Pierre,Vatican

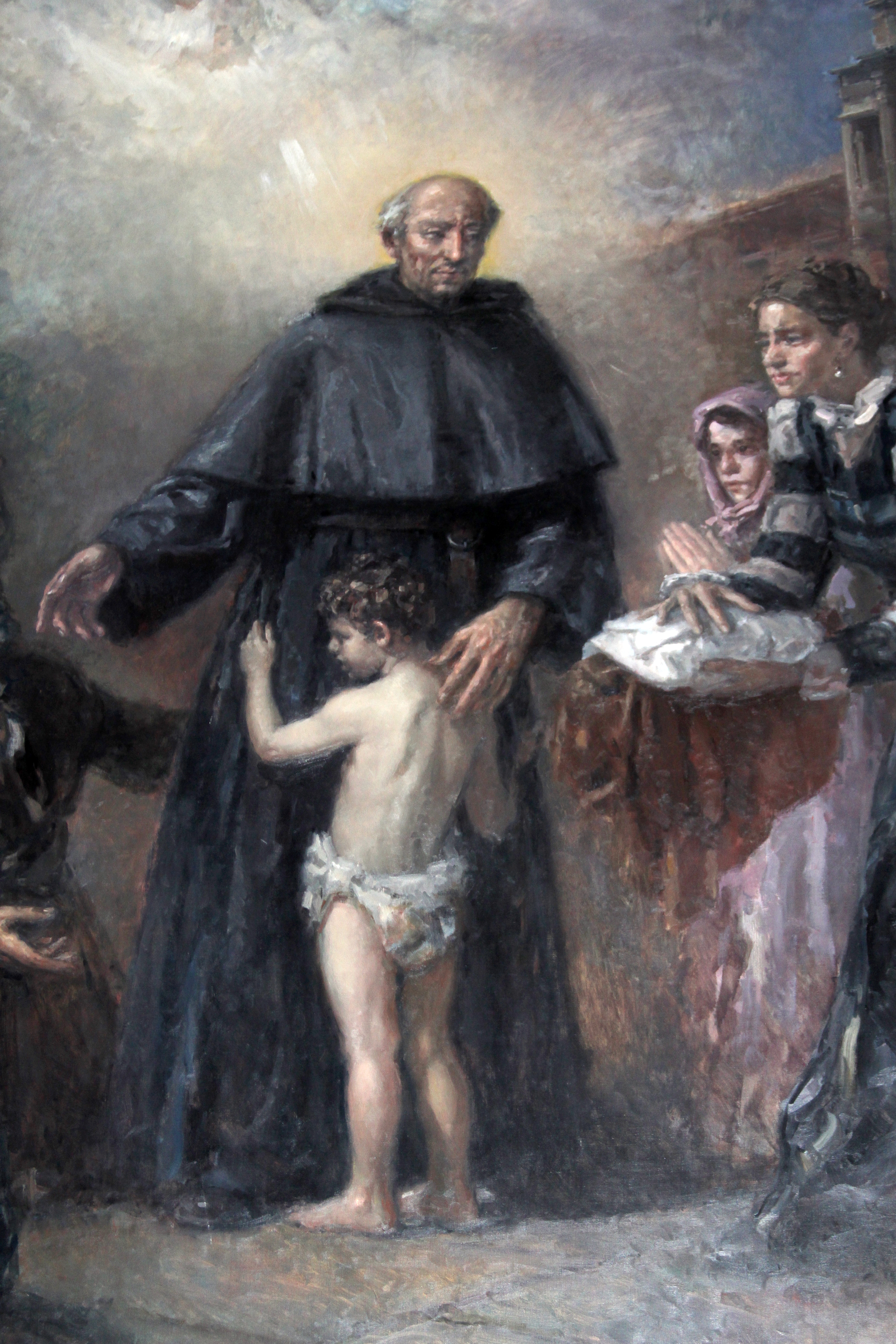
Saint Alonso de Orozco (1500-1591), prêtre augustin espagnol. Prédicateur de renom, il mena plusieurs missions, suscitant la ferveur de ses auditoires, et reste connu pour avoir été un grand mystique, laissant de nombreux écrits spirituels.
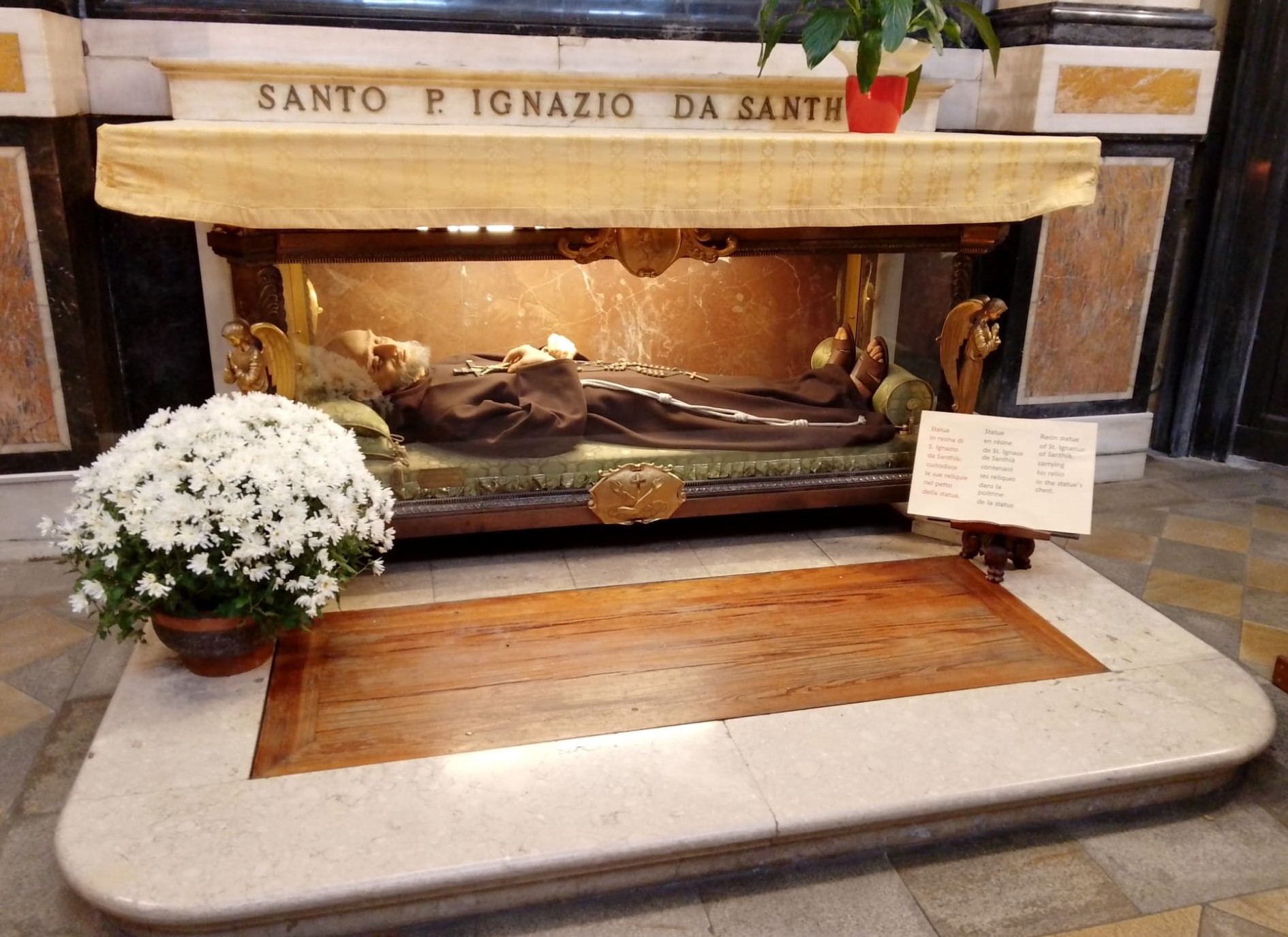
Saint Ignace de Santhia (1686-1770), prêtre capucin italien. Prédicateur réputé et guide spirituel recherché, il fut aussi formateur de religieux et eut une certaine influence sur le clergé piémontais de son temps.
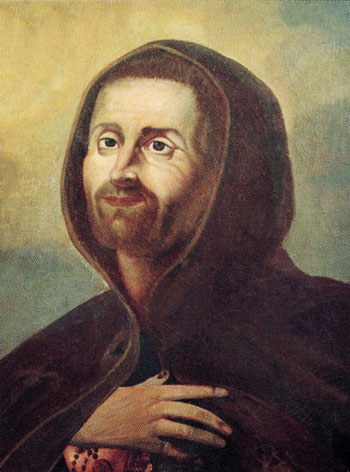
Saint Humble de Bisignano (1582-1637), religieux franciscain italien. S'adonnant à de dures mortifications, il priait sans cesse et exécutait les tâches les plus ingrates avec joie. Doté de dons mystiques, il avait une grande connaissance de la théologie alors qu'il était illettré, chose qui attira sur lui la méfiance de l'Inquisition. Convaincus de sa sainteté, deux papes l'eurent pour conseiller.
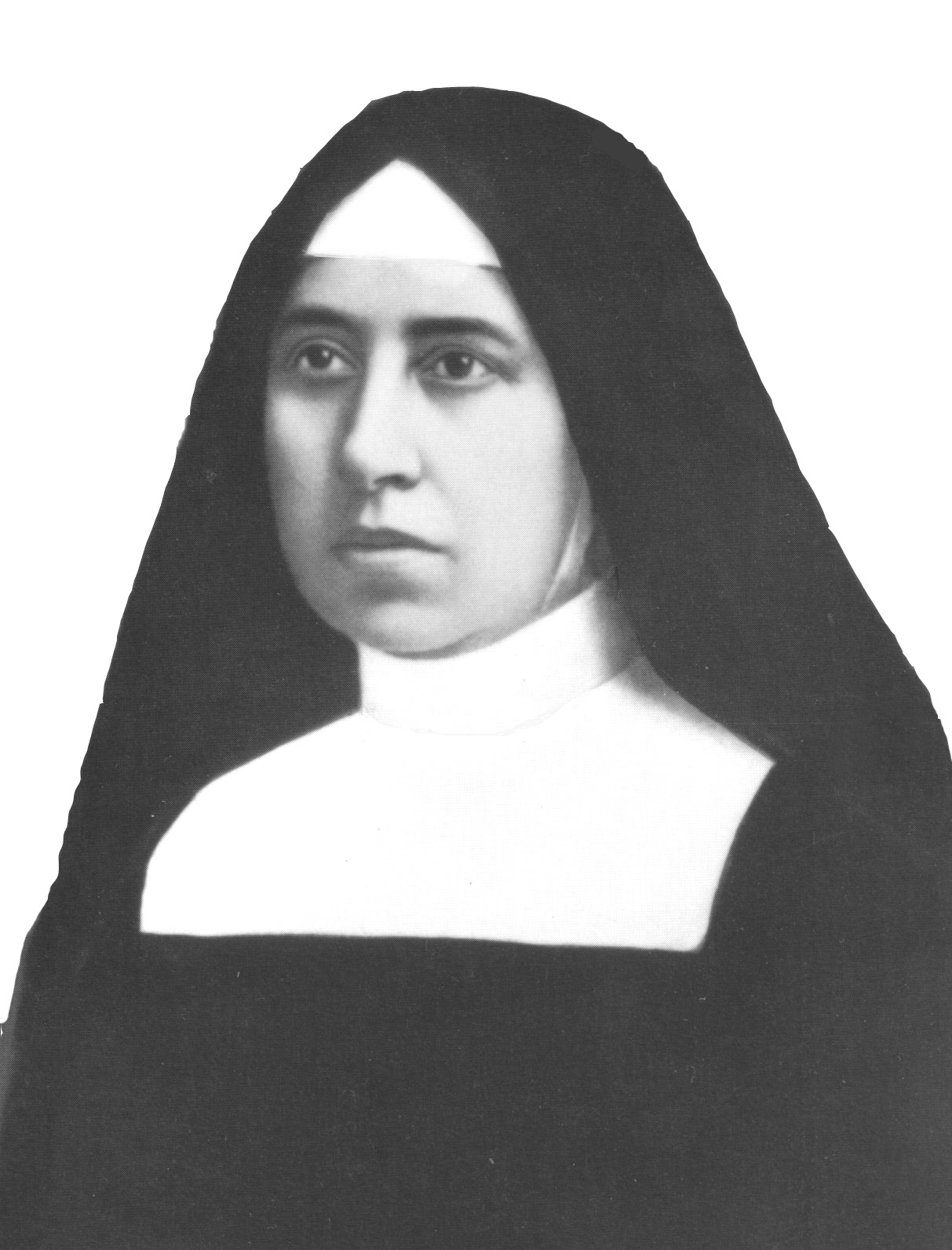
Sainte Pauline du Cœur Agonisant de Jésus (1865-1942), religieuse italo-brésilienne. Elle fonda la Congrégation des Petites Sœurs de l'Immaculée Conception pour s'occuper des orphelins et des esclaves abandonnés. Après s'être grandement dévouée aux œuvres charitables, elle passa les vingt dernières de sa vie dans la discrétion et la vie contemplative.

### 16 juin2002

#### Place Saint-Pierre,Vatican

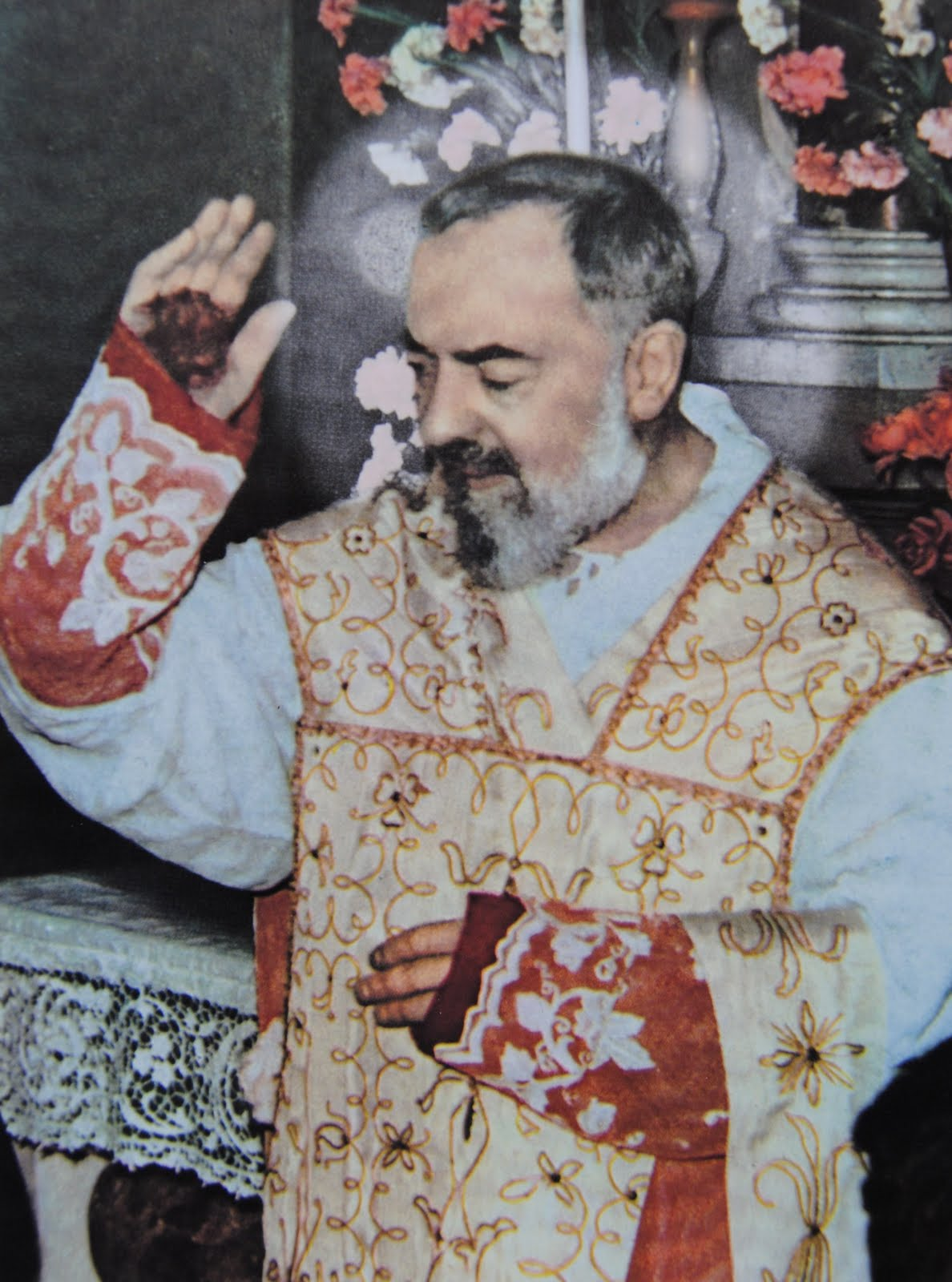
Saint Padre Pio (1887-1968), prêtre capucin italien. Pendant 50 ans il aurait porté les stigmates, configuré à la Passion du Christ, pour le salut des âmes. Doté de dons mystiques, on lui attribue des prophéties, des guérisons, des bilocations et la lecture des cœurs. Des millions de personnes assistèrent à ses messes, et il passait plus de quinze heures par jour à confesser les masses qui accouraient à lui, suscitant de nombreuses conversions. Il eut toutefois à souffrir de la méfiance d'une partie du clergé et de calomnies. Il fonda aussi un imposant hôpital.

### 30 juillet2002

#### Guatemala City,Guatemala

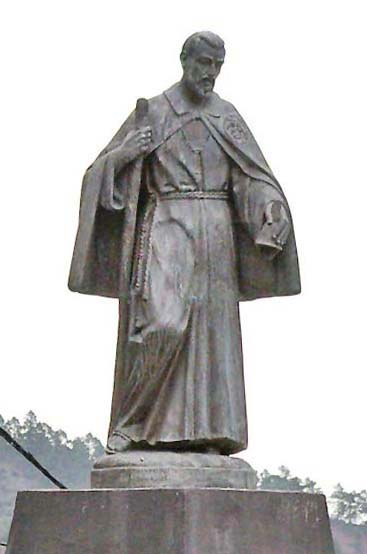
Saint Pierre de Betancur (1626-1667), religieux franciscain espagnol. Missionnaire au Guatemala, il se distingua surtout par son extrême pauvreté, ses prédications et sa grande piété. Il fonda l'Ordre des frères de Bethléem.

### 31 juillet2002

#### Mexico,Mexique

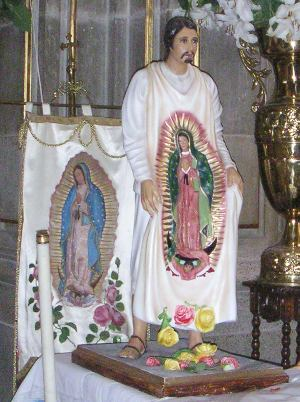
Saint Juan Diego Cuauhtlatoatzin (1474-1548), laïc indien, témoin de l'apparition de la Vierge sur la colline de Tepeyac en 1531. Il aurait terminé sa vie dans l'humilité et la prière, faisant l'édification des pèlerins.

### 6 octobre2002

#### Place Saint-Pierre,Vatican

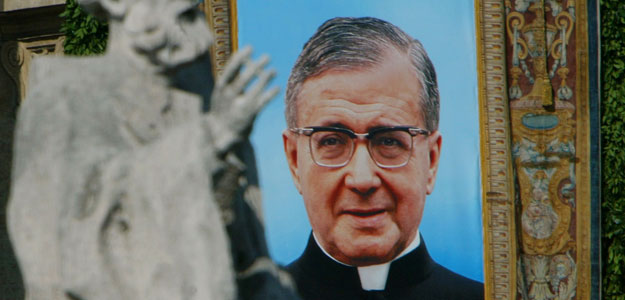
Saint Josemaría Escrivá (1902-1975), prêtre espagnol. À la suite d'une inspiration divine, il fonda l'Opus Dei, mouvement destiné à tous, pour acquérir la sainteté dans la vie ordinaire. Il donna aussi naissance à la Société sacerdotale de la Sainte-Croix pour les prêtres. Son œuvre se répandit dans de nombreux pays, et il voyagea à travers le monde pour donner aux fidèles les moyens pour devenir saint.

## 2003

### 4 mai2003

#### Madrid,Espagne

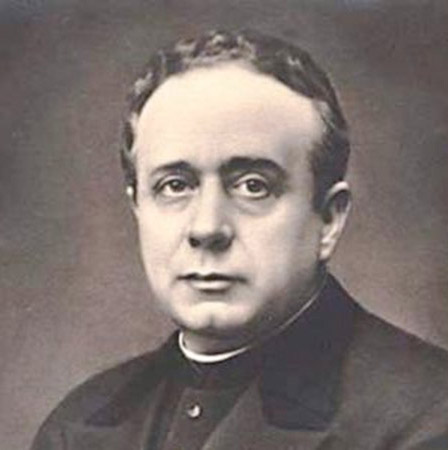
Saint Pedro Poveda Castroverde (1874-1936), prêtre espagnol et martyr. Il s'occupa de l'évangélisation des zones défavorisées, écrivit des ouvrages spirituels et fonda l'Institution Thérésienne pour la formation des professeurs laïcs et chrétiens. Lors de la guerre d'Espagne, il poursuivit son ministère dans la clandestinité, jusqu'à ce que des miliciens républicains l'arrêtassent et le fusillassent après un procès sommaire.
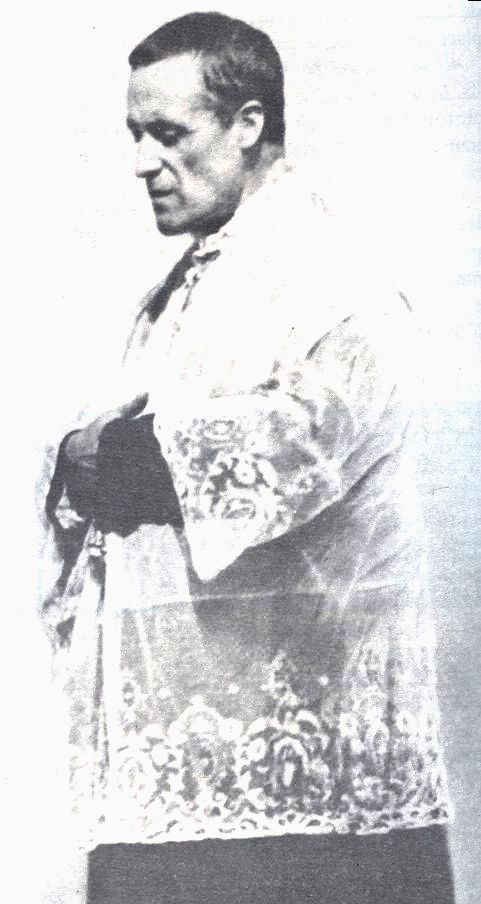
Saint José Maria Rubio (1864-1929), prêtre jésuite espagnol. Il fut un guide spirituel recherché, un confesseur de grande renommée, fonda plusieurs œuvres pieuses pour raviver la foi des fidèles et s'occupa activement des plus pauvres. Il était surnommé « l'Apôtre de Madrid ».
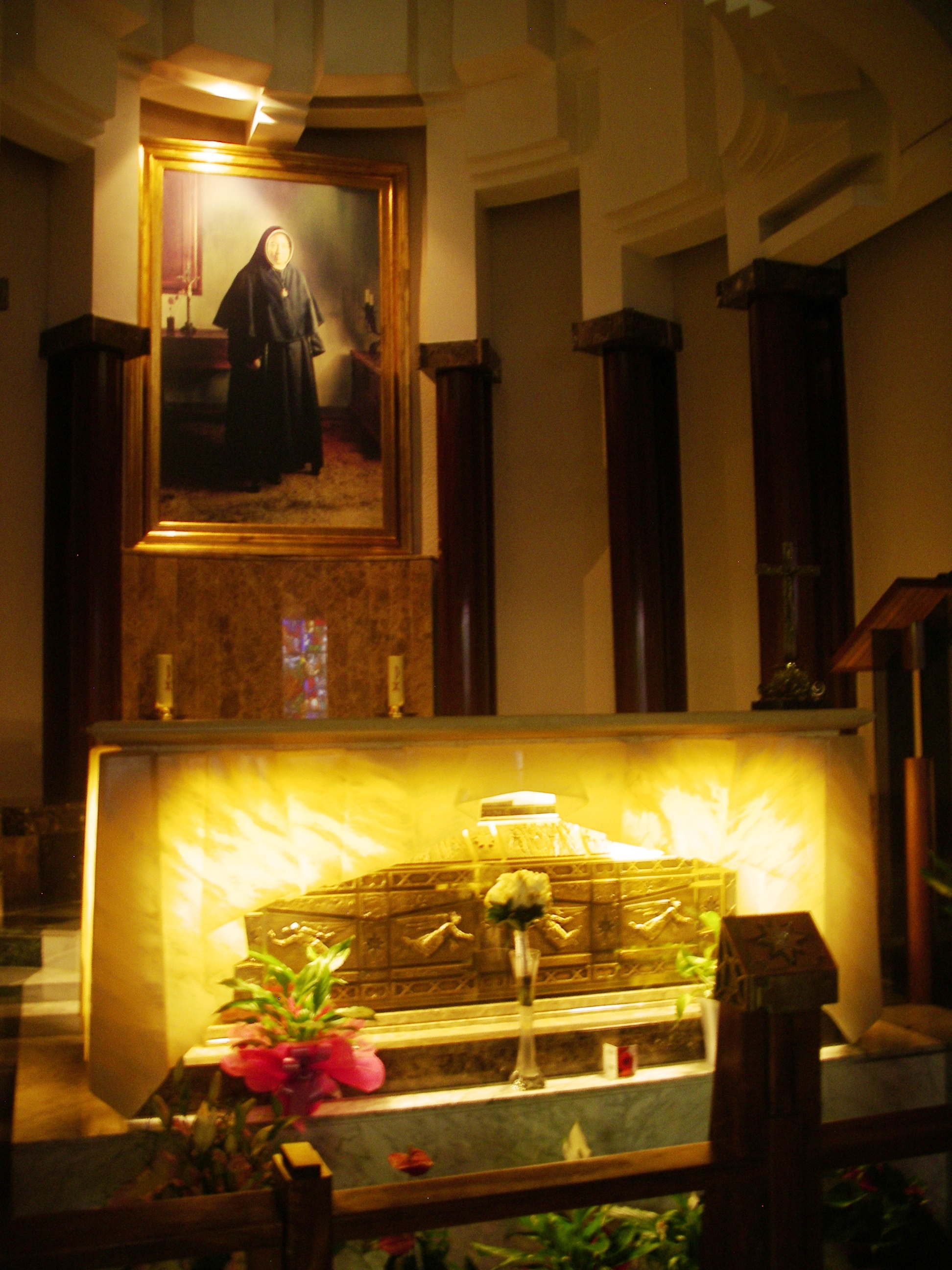
Sainte Genoveva Torres Morales (1870-1956), religieuse espagnole. Elle fonda la Congrégation des Sœurs du Sacré-Cœur de Jésus et des Saints Anges pour l'éducation des jeunes, les œuvres de charité et la promotion de l'adoration eucharistique. Pieuse, humble et énergique malgré un lourd handicape, elle fut l'exemple pour ses sœurs.
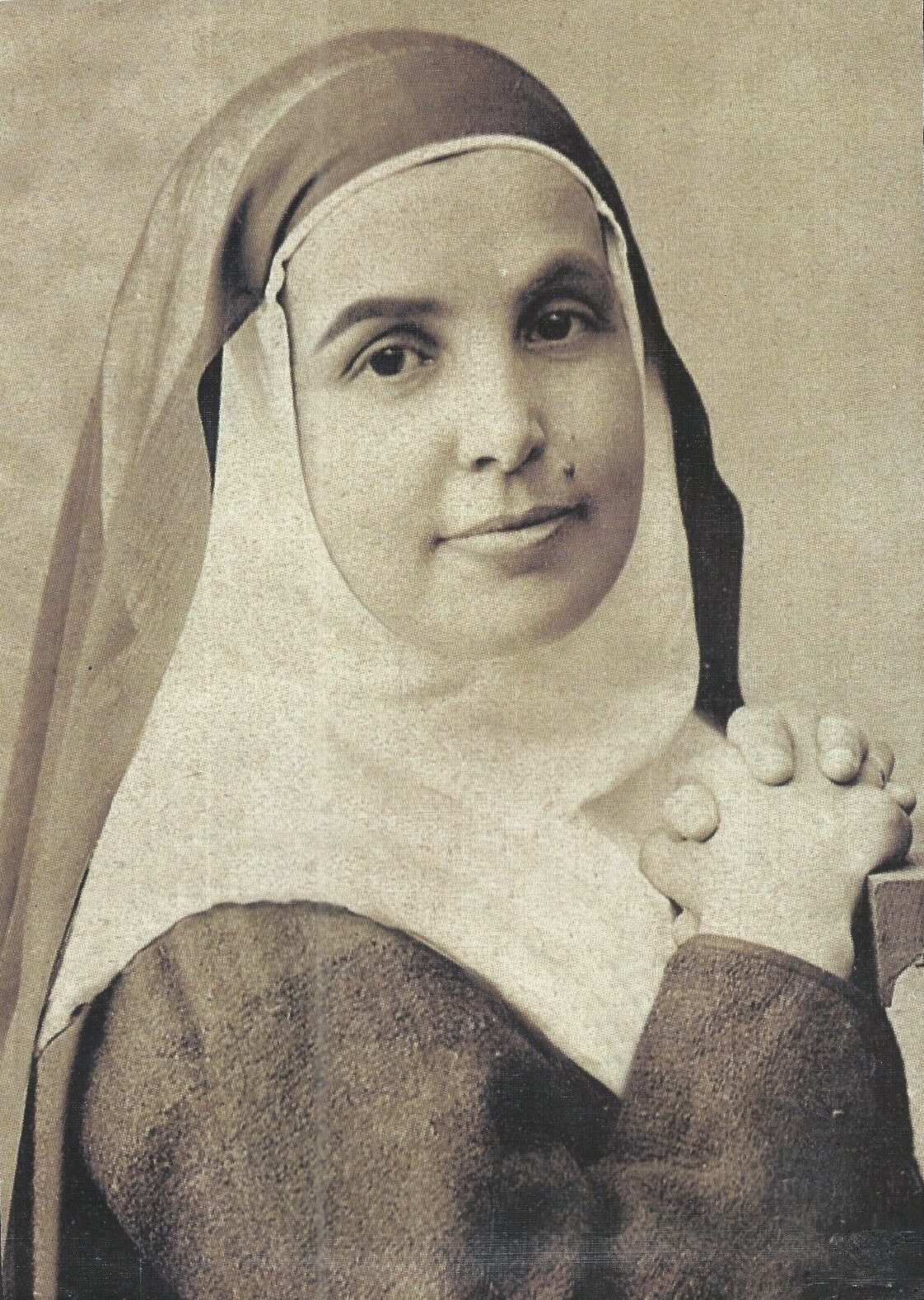
Sainte Angela de la Cruz (1846-1932), religieuse espagnole. À la suite d'une inspiration divine, elle quitta tout pour s'adonner à une vie de prière et de service aux miséreux. Vivant elle-même dans une grande pauvreté, d'autres jeunes femmes furent attirées par son charisme et ainsi naquit la Congrégation des Sœurs de la compagnie de la Croix, qui s'étendit dans de nombreux pays.
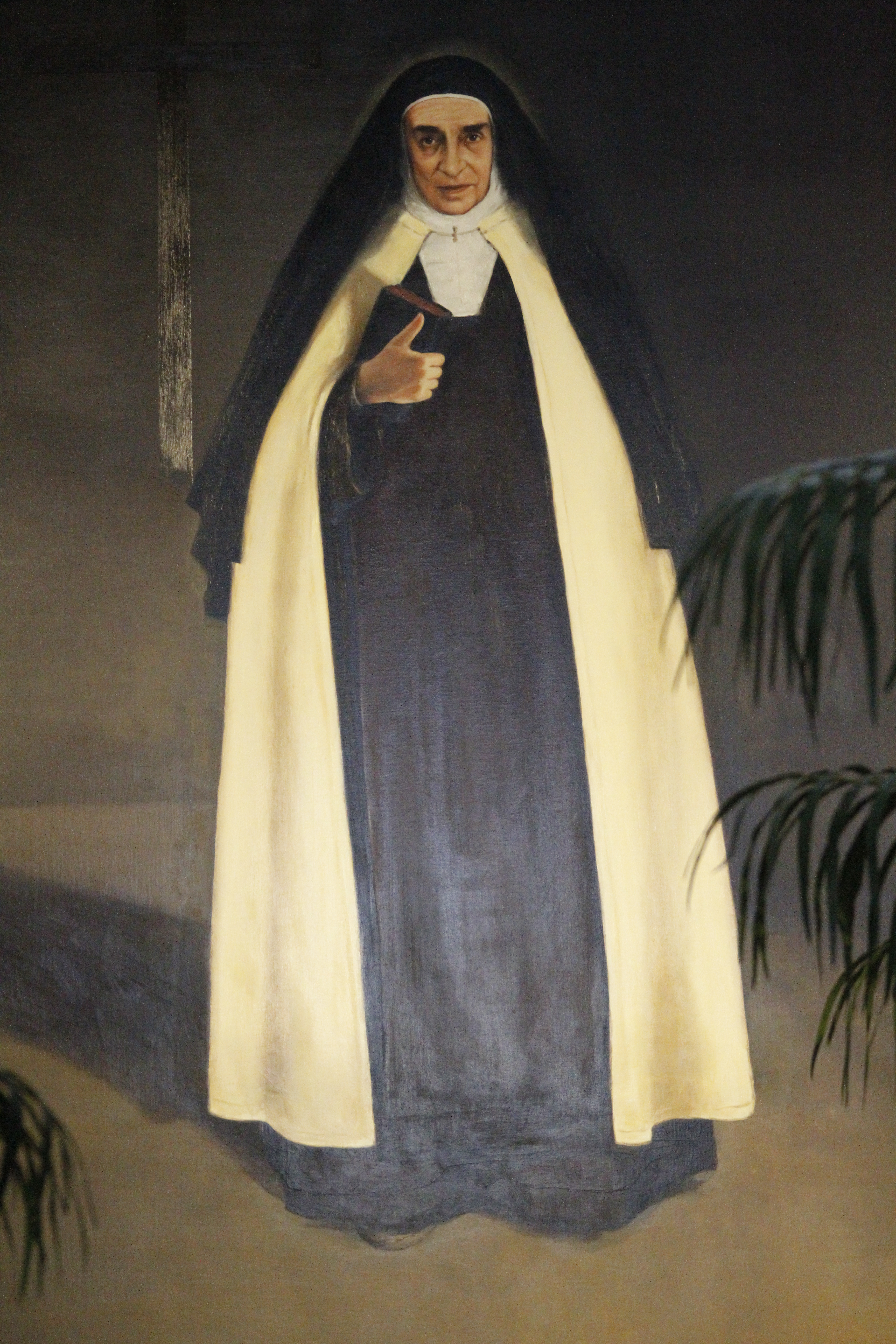
Sainte Maravillas de Jesús (1891-1974), religieuse carmélite espagnole. Elle fonda dix Carmels en Espagne et en Inde où elle introduisit une observance plus stricte. Grande mystique, elle laissa des écrits d'une grande richesse spirituelle, où elle fit notamment part de sa nuit de la foi qui fut une véritable souffrance pour elle. Pendant les persécutions, elle prit soin de ses sœurs au péril de sa vie, et mena de nombreuses actions en faveur des pauvres.

### 18 mai2003

#### Place Saint-Pierre,Vatican

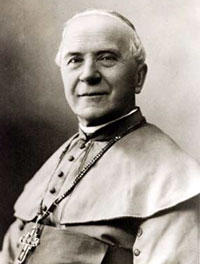
Saint Józef Sebastian Pelczar (1842-1924), évêque de Przemyśl. Confesseur recherché, auteur d'ouvrages spirituels, il visita de nombreuses fois son diocèse et lança beaucoup d'initiatives pour raviver la foi de la population. Il fonda aussi la Congrégation des Servantes du Sacré Cœur de Jésus de Cracovie pour l'aide aux nécessiteux.
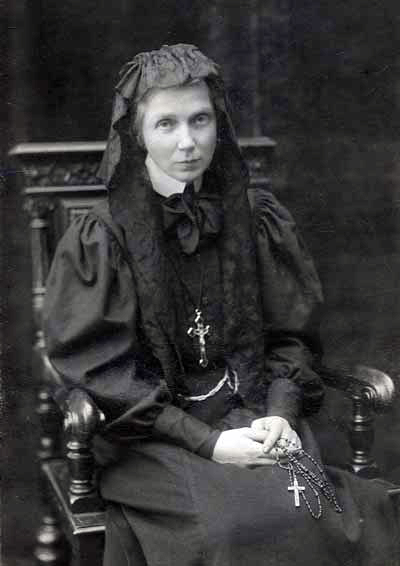
Sainte Ursule Ledóchowska (1865-1939), religieuse polonaise. Envoyée en Russie, elle y travailla dans la clandestinité pour soutenir la communauté catholique et prendre soin de la jeunesse polonaise. Elle fonda la Congrégation des Ursulines du Cœur de Jésus Agonisant, destinées à soulager tout type de misère, tant matérielle que spirituelle. Elle voyagea à travers l'Europe et son charisme amena de nombreuses femmes à la rejoindre dans son œuvre.
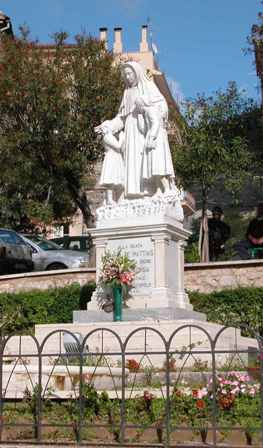
Sainte Maria De Mattias (1805-1866), religieuse italienne. À la suite d'une vision et grâce aux conseils de prêtres renommés, elle se consacra à la formation chrétienne des jeunes filles et fonda la Congrégation des Adoratrices du Sang du Christ.
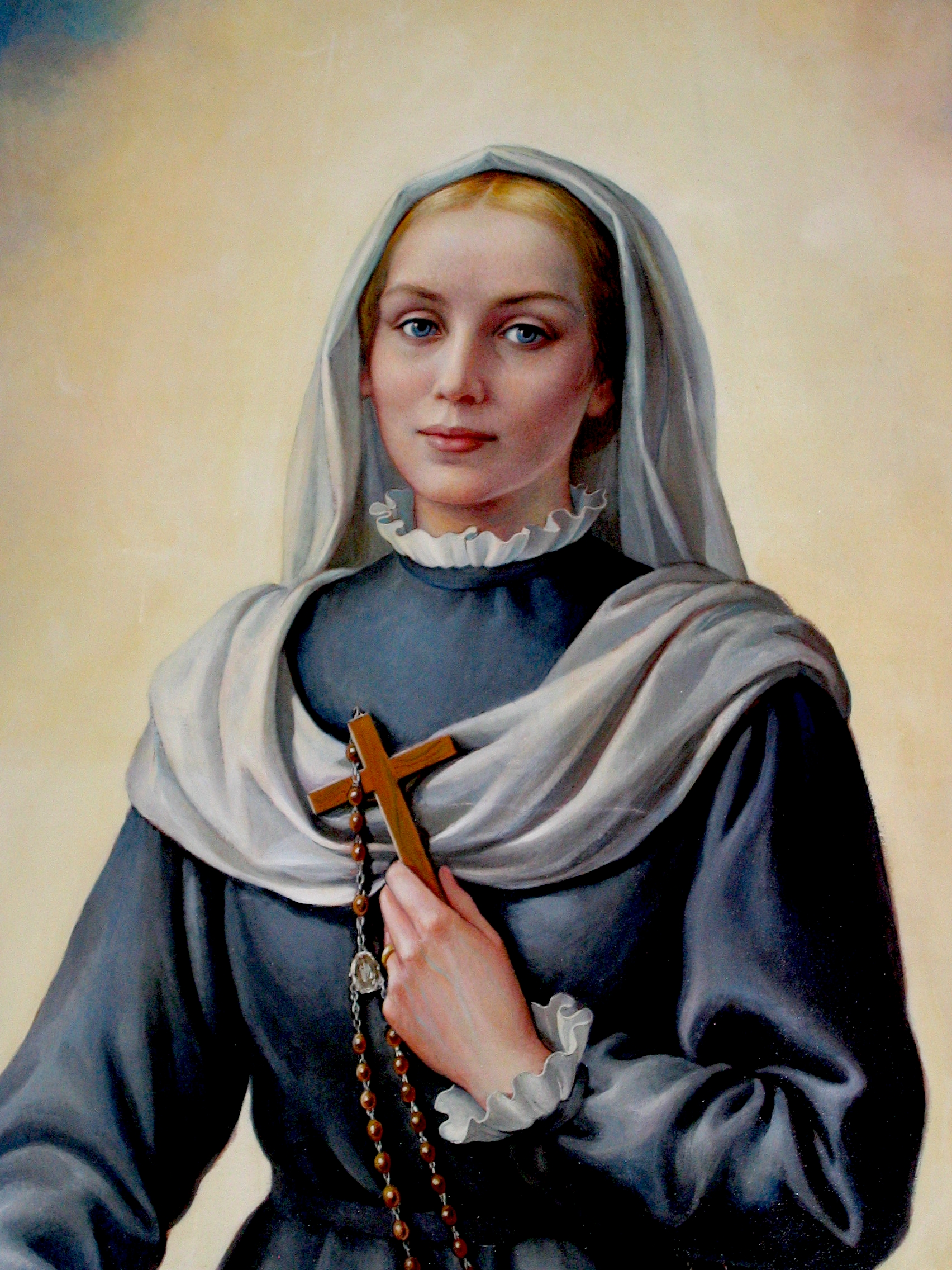
Sainte Virginie Centurione Bracelli (1587-1651), laïque italienne. Veuve à vingt ans, elle fit vœu de chasteté et consacra dès lors sa vie à la piété et aux œuvres de charité, se dévouant aux miséreux et aux enfants abandonnés. Elle fonda les Sœurs de Notre Dame du refuge du Mont Calvaire et les Filles de Notre-Dame du Mont Calvaire.

### 5 octobre2003

#### Place Saint-Pierre,Vatican

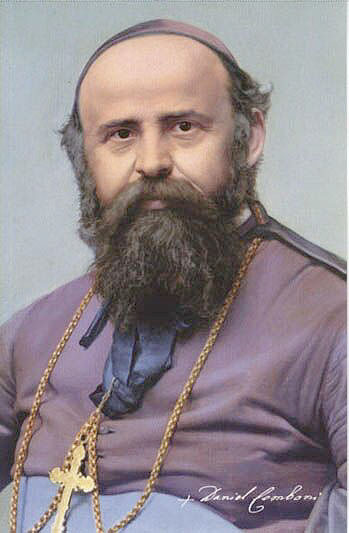
Saint Daniel Comboni (1831-1881), missionnaire italien en Afrique centrale. Il y développa un immense apostolat. Devenu évêque de Khartoum, il fonda les Missionnaires comboniens du Sacré-Cœur et les Sœurs missionnaires comboniennes. Il combattit l'esclavage et tenta d'instruire la population africaine pour qu'elle se sauve par elle-même.
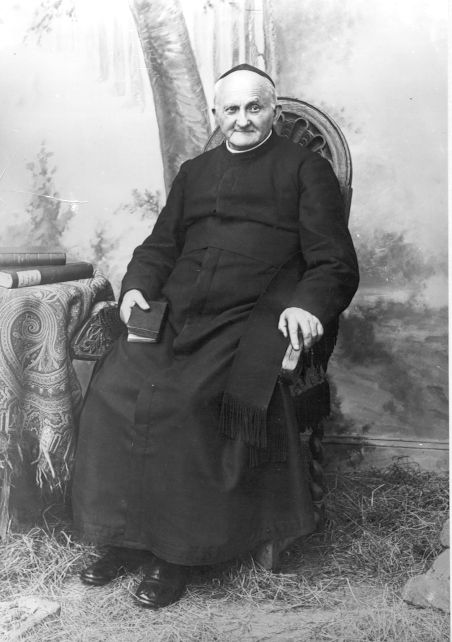
Saint Arnold Janssen (1837-1909), prêtre allemand. Malgré les persécutions contre le clergé, il fournit un ministère très dynamique, fondant revues, confréries et un séminaire pour former des missionnaires. Il fonda la Société du Verbe Divin, destinée à l'évangélisation, et qui se répandit à travers le monde, et les Sœurs servantes du Saint-Esprit de l'adoration perpétuelle, vouées à prier et s'offrir pour les missionnaires.
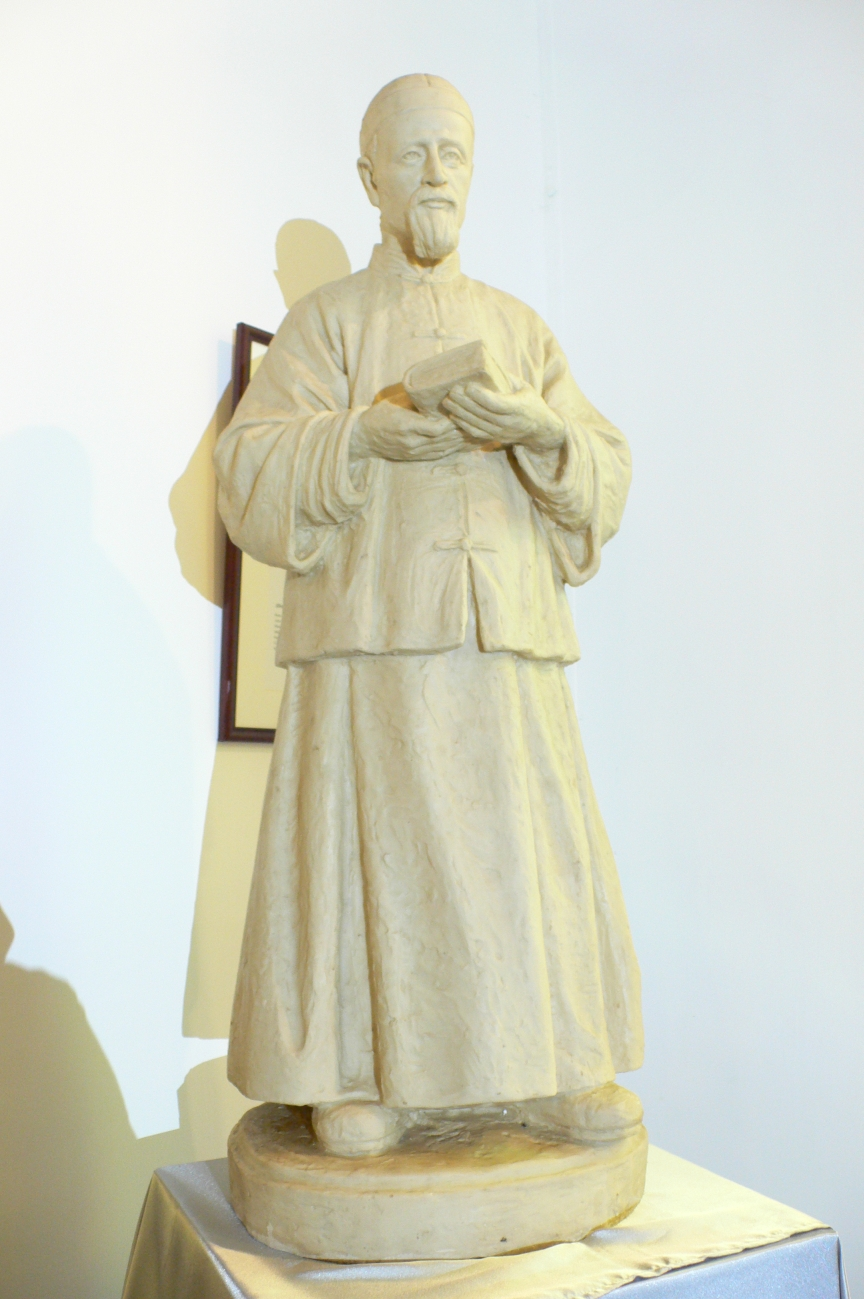
Saint Joseph Freinademetz (1852-1908), prêtre autrichien de la Société du Verbe Divin, missionnaire en Chine. Il s'épuisa à y implanter la foi chrétienne, en prêchant de nombreuses missions, en visitant les lieux les plus reculés, en formant les prêtres et catéchistes chinois. Bien que malade, il continua sa mission jusqu'à la fin.

## 2004

### 16 mai2004

#### Place Saint-Pierre,Vatican

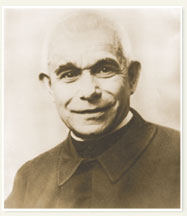
Saint Louis Orione (1872-1940), prêtre italien. Élève de Don Bosco, il s'inspira de lui et pas encore prêtre, il fonda un collège pour les enfants des quartiers défavorisés. Il donna naissance à la Petite œuvre de la divine providence et aux Petites Sœurs missionnaires de la charité. Il eut un grand rayonnement, attirant les foules et suscitant leur ferveur par ses prédications mais surtout par sa piété et son exemple. Il lança d'innombrables œuvres pour relancer la foi de la population et pour servir les plus pauvres.
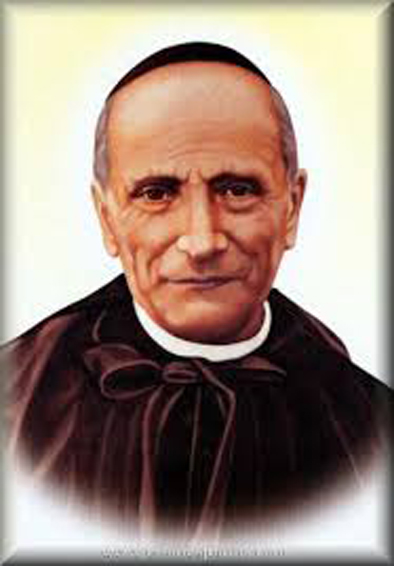
Saint Annibale Maria Di Francia (1851-1927), prêtre italien. Fondateur d'orphelinats, il s'occupa de la jeunesse défavorisée, fonda les Filles du Divin Zèle pour s'occuper d'eux et donna naissance aux Rogationistes du Cœur de Jésus, destinées à prier pour les vocations. Ayant acquis une grande renommée, comme prêtre dynamique et  guide spirituel, il fut estimé de tous.
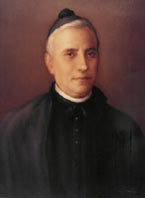
Saint Joseph Manyanet y Vives (1833-1901), prêtre espagnol. Il diffusa la dévotion à la Sainte Famille, fut le fondateur des Fils de la Sainte-Famille et des Filles missionnaires de la Sainte Famille de Nazareth. C'est lui également qui fit bâtir la Basilique de la Sagrada Família à Barcelone.
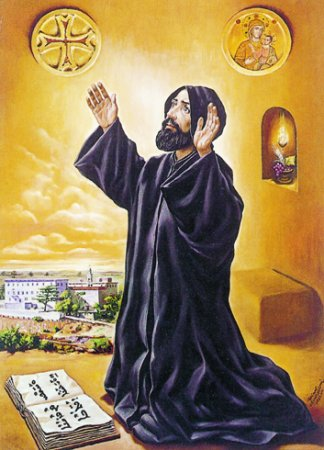
Saint Nimatullah Kassab Al-Hardini (1808-1858), prêtre libanais, de l'Ordre maronite. Professeur et formateur de religieux, il fut admiré pour l'exemplarité de sa vie monastique, étant un grand ascète et un mystique.
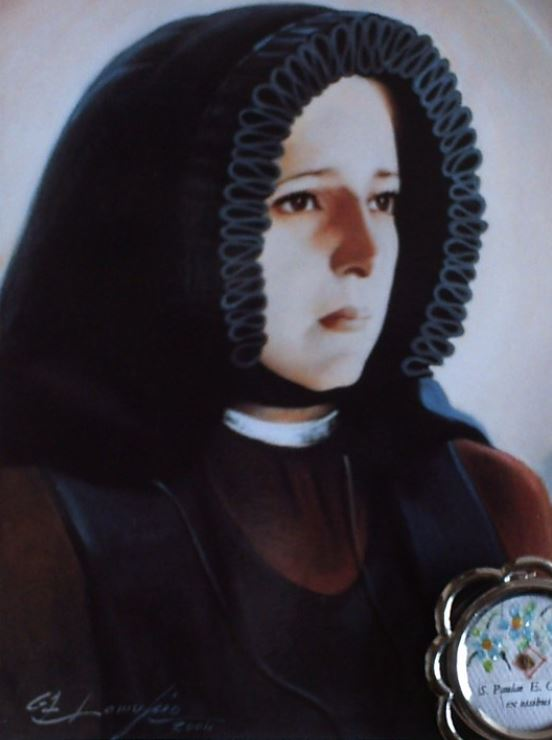
Sainte Paule Élisabeth Cerioli (1816-1865), religieuse italienne. Fondatrice des instituts des Sœurs de la Sainte-Famille.
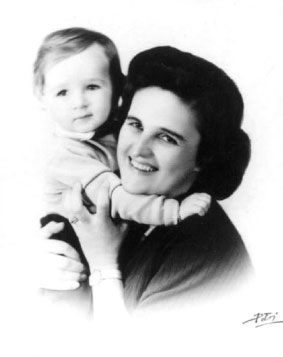
Sainte Jeanne Beretta Molla (1922-1962), épouse, mère de famille et médecin italienne. D'une grande piété, elle était connue pour le dévouement qu'elle avait auprès de ses patients, soignant bien plus que leurs maux physiques. Elle mourut à 39 ans d’une tumeur à l’utérus parce qu’elle avait refusé des soins qui auraient entraîné la mort de l’enfant qu’elle portait.